# Defensa nacional
La defensa nacional són les activitats polítiques i militars que desenvolupen els estats nació moderns, per evitar o rebutjar els atacs militars que eventualment poguessin realitzar altres estats nació (enfocament realista) o amenaces que puguin venir de diferents grups de poder, com a grups terroristes, empreses transnacionals, moviments socials, organitzacions no governamentals (enfocament neorrealista). Les activitats més habitualment relacionades amb la defensa nacional són les que estan referides a les forces armades i la guerra; no obstant això altres activitats i polítiques estan íntimament relacionades amb la defensa nacional, com la recerca i desenvolupament de tecnologia punta, la provisió de matèries primeres estratègiques i aliments, la indústria bàsica i l'ocupació del territori. El terme al·ludeix expressament a la idea de resposta davant d'un atac extern, rebutjant la noció mateixa d'atac, a vegades les activitats de defensa nacional són utilitzades pels països per realitzar actes d'agressió contra altres països, amb l'excusa que els mateixos van ser executats per prevenir un atac exterior planejat amb anterioritat (tesi de l'atac preventiu). L'organisme estatal encarregat de la defensa nacional sol denominar-se Ministeri o Secretaria de Defensa, que històricament reemplaça a l'antic Ministeri de la Guerra.

## La guerra i la pau: defensa i diplomàcia
La dinàmica entre guerra i pau es troba al centre de l'activitat dels estats des dels seus mateixos orígens. Tots els estats existents en la història de la humanitat s'han organitzat com a estats integrats per determinats grups ètnics, enfrontats al seu torn amb altres grups ètnics organitzats estatalment amb els quals solen entren en guerra o acordar aliances defensives-ofensives.
La guerra, com a activitat estrictament humana, està integrada per dues fases: l'atac i la defensa. Històricament, l'atac va ser la forma dominant, sota la forma de guerres de conquesta, sobretot en el procés d'expansió europea (1492-1914).
Als últims segles van començar a sorgir normes internacionals que van limitar progressivament el dret de les nacions a atacar militarment a altres nacions, fins a portar-ho a la seva mínima expressió amb la fundació de les Nacions Unides que prohibeix resoldre un conflicte internacional recorrent a la força, desenvolupant el concepte de la guerra mateixa com a crim. És llavors que apareix a tot el món el concepte de defensa nacional, amb la finalitat d'excloure l'atac, la invasió i la conquesta de l'acció militar legítima.
Les activitats orientades a la guerra i la defensa, estan al seu torn relacionades estretament amb la diplomàcia, a càrrec dels ministeris de relacions exteriors. Es sol dir que la diplomàcia és un pont entre la guerra i la pau.

## Les fronteres
La defensa té un dels seus epicentres en les polítiques i activitats de frontera. Les fronteres nacionals estan emparentades amb la funció eminentment defensiva que tenien les muralles de les antigues ciutats.
Les fronteres solen ser accidents geogràfics amb característiques naturalment defensives: muntanyes, rius, mars, deserts, llacs. La naturalesa terrestre, áerea, marítima, fluvial o lacustre d'una frontera, determina al seu torn el tipus de mesures defensives a adoptar: radars, avions, fortaleses, embarcacions, etc. La localització de les bases militars sol estar molt relacionada amb la situació de les fronteres.

## Forces armades: seguretat exterior i interior
Les forces armades són la base de la defensa nacional. No obstant això en moltes ocasions, les forces armades han estat utilitzades com a factor de poder intern, per enfrontar a la ciutadania i assumir el govern. Per aquesta raó en les nacions democràtiques es prohibeix legalment a les forces armades intervenir en assumptes interns.
Les forces armades s'organitzen clàssicament d'acord amb el mitjà en el qual han d'actuar: terra (exèrcit), aigua (armada) i aire (força aèria).

## Equilibri militar i hipòtesi de guerra
La defensa d'un país s'organitza a partir de les hipòtesis de guerra, és a dir de les probabilitats de mantenir un conflicte armat amb determinats països. En general, les hipòtesis de guerra per a la majoria dels països estan relacionades amb els països veïns. Moltes vegades els conflictes entre països veïns provenen de qüestions pendents sobre les fronteres comunes.
Els grups de països veïns formen regions en les quals s'han anat establint complexos equilibris (grandària dels països, aliances, etc.) capaces de garantir la seguretat mútua. Dins d'aquests equilibris els països observen atentament el nivell de armamentisme dels seus veïns de manera tal d'evitar que algun posseeixi una capacitat militar d'atac que no pugui ser repel·lida pels altres. L'equilibri armamentístic i els eventuals desequilibris que es produeixen normalment, poden portar al perillós fenomen de l'escalada armamentística.

## La intel·ligència externa
La intel·ligència és una activitat essencial de la defensa. Cada país precisa saber que estan fent els altres països per organitzar el seu defensa. La intel·ligència s'associa habitualment de manera gairebé exclusiva amb l'espionatge, activitat que constitueix un delicte però que no obstant això realitzen tots els països del món. No obstant això la intel·ligència va molt més enllà de l'espionatge, perquè implica obtenir i processar les dades sobre altres països, necessaris per conèixer com és la seva capacitat d'atac. Per tant, no només està referit a coneixements sobre instal·lacions militars i armaments, sinó també a qüestions polítiques, demogràfiques, econòmiques, geogràfiques i culturals que resulten d'importància en situacions de guerra.

## Relacions internacionals i geopolítica
L'estudi de les relacions internacionals i la geopolítica té gran importància per als dissenys i accions de defensa. Les relacions internacionals com a disciplina, permet comprendre els interessos i moviments estratègics de les nacions, així com les aliances que formen entre elles, per establir la situació de cada país en aquest quadre i els riscos potencials als quals es troba sotmès. La geopolítica, abandonada com a disciplina després de la Segona Guerra Mundial però ressorgida en la globalització, estableix les implicancias polítiques i militars de certes àrees geogràfiques i, per tant, les necessitats de defensa que es deriven d'això.

## Pactes internacionals de defensa
Els estats nació estableixen aliances entre ells per diverses raons comercials, culturals, polítiques, geogràfiques, etc. Moltes vegades aquestes aliances inclouen acords de defensa mútua. El més conegut al món és l'OTAN, un acord de defensa mútua realitzat entre els països europeus i Estats Units, Canadà i Turquia, pensat originalment durant la Guerra Freda (1945-1991) per oposar-se militarment al bloc comunista organitzat en una aliança defensiva similar anomenat Pacte de Varsòvia. Una altra aliança defensiva és el Tractat Interamericà d'Assistència Recíproca (TIAR), molt afectat després de la seva ineficàcia en la Guerra de les Malvines (1982).

## Terrorisme i narcotràfic: dilemes de la defensa moderna
El terrorisme internacional i el narcotràfic s'han presentat com a problemes enfront dels criteris tradicionals en matèria de defensa. En tots dos casos es tracta d'activitats portades endavant per organitzacions que no són estats i, per tant, trenquen l'esquema clàssic interior-exterior.
Des de la primera meitat del segle xx, alguns estats han començat a sostenir que el terrorisme havia de ser enfrontat amb criteris particulars de defensa. És evident que el terrorisme és una realitat que imposa a les societats democràtiques on actua un problema seriós que deu ser resolt dins del marc de les lleis però amb l'adequada eficiència per erradicar aquest problema.
Per la seva banda el narcotràfic ha organitzat estructures internacionals il·legals i armades que en reiterades oportunitats han portat a la intervenció militar. Això ha provocat un ampli debat sobre la conveniència o no d'involucrar a les forces armades en la repressió del narcotràfic.